# Na przepustce
Na przepustce (ang. On the Town) – amerykański kolorowy musical z 1949 roku, wyreżyserowany przez Stanleya Donena („Zabawna buzia”) i Gene’a Kelly’ego. W rolach głównych wystąpili: Gene Kelly, Frank Sinatra, Jules Munshin i Ann Miller. Film jest adaptacją broadwayowskiego musicalu z 1944 roku, jednak pozbyto się wielu oryginalnych scen i piosenek Bernsteina (które zastąpiono w filmie piosenkami Edensa). Jest to trzeci film duetu Kelly-Sinatra.

## Fabuła
Trzej marynarze – Gabey, Chip i Ozzie – przybijają do Nowego Jorku, aby spędzić tam dwudziestoczterogodzinną przepustkę. Chip pragnie zwiedzić miasto, ale jego kompani chcą się porozglądać za nowojorskimi dziewczętami. Podczas przejażdżki w metrze Gabey zauważa plakat przedstawiający „Miss Metra” – młodą i uroczą Ivy Smith. Od pierwszego wejrzenia zakochuje się w kobiecie i trafia na nią po wyjściu z metra. Po krótkim spotkaniu próbuje dogonić „Miss”, lecz próba kończy się fiaskiem. Marynarze wyruszają na miasto, przemierzając zatłoczone ulice. Postanawiają poruszać się taksówką. Kierowcą taksówki okazuje się kobieta (Brunhilda Esterhazy), która od razu zakochuje się w nieśmiałym Chipie. Następnie bohaterowie udają się do muzeum, gdzie Ozzie poznaje Claire Huddesen. Po zdemolowaniu muzeum Ozzie i Claire idą na randkę, Gabey szuka Ivy, a Chip razem z Brunhildą zwiedzają miasto. Chip odnajduje Ivy i wszyscy spotykają się na ostatnim piętrze Empire State Building, lecz po piętach depcze im już policja. Marynarze i ich dziewczyny udają się do różnych restauracji. O 22:00 Ivy opuszcza niespodziewanie Gabeya, dotrzymując umowy zawartą wcześniej z jej nauczycielką – panią Dilyovską. Po dłuższej scenie tanecznej bohaterowie uciekają zwinnie stróżom prawa. Na drugi dzień żegnają się ze swoimi dziewczynami i odpływają na dalszą służbę.

## Obsada
- Gene Kelly jako Gabey
- Frank Sinatra jako Chip
- Betty Garrett jako Brunhilda Esterhazy
- Ann Miller jako Claire Huddesen
- Jules Munshin jako Ozzie
- Vera-Ellen jako Ivy Smith
- Florence Bates jako pani Dilyovska
- Alice Pearce jako Lucy Shmeeler
- George Meader jako profesor
- Hans Conried jako Francois, kierownik sali

## Spis piosenek
- I Feel Like I'm Not Out of Bed Yet
- New York, New York
- Miss Turnstiles Ballet (wersja instrumentalna)
- Prehistoric Man
- Come Up to My Place
- When You Walk Down Mainstreet with Me
- You're Awful
- On the Town
- Count on Me
- A Day in New York (wersja instrumentalna)
- New York, New York (Repryza)

## Nagrody
- Nagroda Akademii Filmowej, Najlepsza muzyka, 1950 (wygrana)
- BAFTA, Najlepszy film, 1951 (nominacja)
- Złoty Glob, Najlepsze kolorowe zdjęcia, 1950 (nominacja)
- Writers Guild of America, Najlepiej napisany musical, 1950 (wygrana)